# Aydınca, Amasya
Aydınca là một thị trấn thuộc thành phố Amasya, tỉnh Amasya, Thổ Nhĩ Kỳ. Dân số thời điểm năm 2010 là 736 người.